# Decretum laudis
El decretum laudis (o decret de lloança) és el reconeixement oficial que la Santa Seu dona als instituts de vida consagrada i a les societats de vida apostòlica, considerant-les llavors com a institucions de dret pontifici i, per tant, sotmensa directament a la jurisdicció de la Santa Seu. S'emet en forma de breu apostòlic, anomenat breu de lloança.

## Dret canònic
Per a crear una nova comunitat religiosa cal primer l'autorització de l'autoritat competent de l'Església: la Congregació per als Instituts de Vida Consagrada i les Societats de Vida Apostòlica, la Congregació per a l'Evangelització dels Pobles o la Congregació per a les Esglésies Orientals. A continuació, i segons l'objectiu de l'institut i el seu àmbit d'activitat, cal l'aprovació de l'ordinari de la diòcesi: la congregació és, amb aquests permisos, de dret diocesà.
Passat un temps, quan s'ha constatat la maduresa de la comunitat, pot ésser aprovada formament pel papa amb el decretum laudis, transformant-se llavors en congregació de dret pontifici i subjecta immediatament i exclusivament a la jurisdicció de la Santa Seu.
Un temps després, vindran les aprovacions temporal i la definitiva.

## Estructura
El decretum laudis sol contenir un sumari històric dels orígens de l'institut i una descripció de la finalitat i l'ordenament intern que té. S'hi inclouen referències de cartes i documents de lloança escrits pels bisbes i l'examen dut a terme per les congregacions de la Cúria Romana corresponents. Acaba amb la lloança i la recomanació amplissimis verbis de l'institut i la seva tasca.
L'ús del decretum laudis pels papes per a autoritzar els instituts es consolidà al tombant dels segles xviii i xix.